# 奥斯坦德区
奥斯坦德区（荷蘭語：Arrondissement Oostende）是比利時弗拉芒大區西佛兰德省的一個区。該區轄有7個市鎮，面積291.60平方公里，2020年1月1日人口為157657人。

## 市鎮
奧斯滕德區轄下以下市鎮：
- 布雷德讷（Bredene）
- 德汉（De Haan）
- 希斯特尔（Gistel）
- 伊赫特海姆（Ichtegem）
- 米德尔凯尔克（Middelkerke）
- 奥斯坦德（Oostende）
- 奥登堡（Oudenburg）